# Гончар Олександр Борисович
Олекса́ндр Бори́сович Гонча́р (25 лютого 1980, село Щасливе, Бориспільський район, Київська область — 16 серпня 2023, Запорізька область) — український футболіст, півзахисник, солдат Збройних сил України, учасник російсько-української війни.

## Життєпис
Олександр Гончар є вихованцем бориспільського футболу. Першим професійним клубом Гончара став «Борисфен», за який він дебютував 31 липня 1997, у першій же грі після повернення команди до другої ліги. Протягом трьох наступних сезонів він був гравцем основного складу бориспільської команди.
Навесні 2000 року Олександр Гончар перейшов до вищолігового івано-франківського «Прикарпаття». Там його виступи помітили тренери молодіжної збірної, і він був викликаний на її збір. Втім, у складі молодіжної збірної на поле гравець так і не вийшов. Влітку «Прикарпаття» вилетіло до першої ліги, «Борисфен» вийшов з другої ліги до першої, і Гончар повернувся до Борисполя.
У зимове міжсезоння 2000/2001 Олександр Гончар перейшов до «Ворскли». У полтавському клубі він одразу став гравцем основного складу, але з весни 2002 року перестав потрапляти в основу, виступаючи за дубль. Влітку того ж року футболіст повернувся до «Борисфена», вже втретє у своїй кар'єрі. Саме у цей час «Борисфен» досягнув найбільшого успіху в своїй історії, провівши два сезони у вищій лізі, Гончар був основним гравцем тієї команди.
Після того, як у 2005 році «Борисфен» вилетів до першої ліги, Гончар перейшов до харківського «Металіста». У зимове міжсезоння клуб вирішив розірвати контракт із гравцем, і Гончар перейшов до луганської «Зорі», разом з якою вийшов до вищої ліги. У вищій лізі Гончар так і не зіграв, провівши лише 5 матчів за дубль, до того ж клуб мав значні фінансові проблеми, і Гончар залишив команду.
Другу половину сезону 2007/2008 гравець провів у друголіговій «Княжій» з його рідного Щасливого. Наступний сезон Олександр Гончар виступав у першій лізі за ПФК «Олександрія», а з літа 2008 року грав за ФК «Полтава». У лютому 2009 року Гончар був на оглядих у клубі вищої ліги Узбекистану «Кизилум» (Зарафшан), однак до узбецької команди він не перейшов, залишившись в Україні. Весняну частину сезону Олександр Гончар повів у броварському «Нафкомі», де був віце-капітаном команди.
У липні 009 перейшов до тернопільської «Ниви», за яку виступав у першій лізі.
У березні 2023 року вступив добровольцем до лав десантно-штурмових військ ЗСУ, мав позивний «Джміль». Повністю загинув 16 серпня 2023 року у Запорізькій області. Похований в листопаді 2023 року на Рогозівському цвинтарі в Борисполі

## Досягнення
- Срібний призер Першої ліги України: 2002/2003, 2005/2006